# Ернест Йохан Непомук фон Херберщайн
Ернест Йохан Непомук фон Херберщайн (на немски: Ernest Johann Nepomuk von Herberstein; * 20 април 1731, Виена; † 17 март 1788, Линц) е от 1785 г. първият епископ на Линц в Австрия.

## Живот
Син е на императорския съветник граф Фердинанд Леополд фон Херберщайн (1695 – 1744) и съпругата му фрайин Мария Анна Маргарета фон Улм цу Ербах (1700 – 1762), дъщеря на Йохан Лудвиг Константин фон Улм, фрайхер на Ербах († 1719), и Мария Маргарета Шенк фон Щауфенберг (1656 – 1698). Брат е на Антон Йохан Непомук (1725 – 1774), от 1769 г. княжески епископ на Триест, Карл Венцел (1729 – 1798), от 1793 г. пратеник на Малтийския орден в императорския двор и фелдмаршал-лейтенант.
Ернест Йохан Непомук става през 1746 г. каноник на Фрайзинг. Той следва философия във Виенския университет и католическа теология в Рим. През 1752 г. става доктор. На 3 март 1754 г. е ръкоположен за свещеник.
През 1755 г. той е каноник в Пасау. На 8 март 1767 г. е помазан за вай-епископ на Фрайзинг с „титулар-епископство Еукарпия“ (във Фригия). През 1776 г. Мария Терезия го предлага за генерал-викар на епископство Пасау за Долна Австрия. Той започва службата си на 12 септември и точно спазва в началото нарежданията на Йозеф II.
На 15 март 1783 г. Йозеф II го предлага за епископ на новото епископство Линц. На 28 януари 1785 г. папата Пий VI създава официално новата диоцеза и на 1 май Херберщайн е въведен в службата му. По-късно той често е в конфликт с църковната политика на император Йозеф II. От 27 до 28 ноември 1787 г. той провежда диоцеза-синод за въвеждането на йозефинския ред на църковната служба.
След смъртта му е погребан в старата катедрала на Линц. През 1924 г. той е преместен в новата катедрала.